# Watzhahn
Watzhahn is een plaats in de Duitse gemeente Taunusstein, deelstaat Hessen, en telt 269 inwoners (2008).